# Sanduíche cubana
Uma sandes (português europeu) ou sanduíche (português brasileiro) cubana (espanhol: Sándwich cubano) é uma variação de uma sanduíche de presunto e queijo que provavelmente teve origem em cafés que servem trabalhadores cubanos em Tampa ou Key West, duas primeiras comunidades de imigrantes cubanos na Flórida centradas em torno da produção de charutos. Mais tarde, exilados e expatriados cubanos trouxeram-na para Miami, onde é também muito popular. A sandes é feita com presunto, porco assado, queijo suíço, picles, mostarda, e, por vezes, salame em pão cubano. O salame está incluído em Tampa, onde existe uma grande população italiana, mas não é normalmente incluído no Sul da Flórida.
A sanduíche cubana está no centro de uma rivalidade amigável de longa data entre Miami e Tampa. Como parte dessa rivalidade, a "Historic Tampa Cuban Sandwich" foi designada pela Câmara Municipal de Tampa, em 2012, como a "sanduíche de assinatura da cidade de Tampa".

## História
Tal como no pão cubano, a origem da sanduíche cubana (por vezes chamada "mistura cubana", "mixto", "cuban pressed sandwich", ou "Cubano") é obscura. No final do século XVIII e início do século XIX, as viagens entre Cuba e a Florida eram fáceis, especialmente de Key West e Tampa, e os cubanos navegavam frequentemente de ida e volta em busca de emprego, prazer, e visitas familiares. Devido a este movimento constante e largamente não documentado de pessoas, cultura e ideias, é impossível dizer exatamente quando ou onde se originou a sanduíche cubana.
Alguns acreditam que a sanduíche era um almoço comum para os trabalhadores tanto das fábricas de charutos como dos engenhos de açúcar de Cuba (especialmente nas grandes cidades como Havana ou Santiago de Cuba) e das fábricas de charutos de Key West na década de 1860. A historiadora Loy Glenn Westfall afirma que a sanduíche "nasceu em Cuba e foi educada em Key West".
A indústria do charuto na Florida mudou para Tampa em meados da década de 1880, quando a comunidade imigrante da cidade de Ybor foi fundada pelo fabricante de charutos, Vicente Martinez-Ybor. Dezenas de milhares de trabalhadores cubanos, espanhóis e italianos mudaram-se para a região ao longo das décadas seguintes, dando início ao crescimento de Tampa de uma aldeia para uma cidade movimentada. As primeiras menções registadas de uma distinta sanduíche cubana sobrevivem em descrições de cafés de trabalhadores em Ybor City e próximo de Tampa Ocidental por volta de 1900, levando outros historiadores a teorizarem que a sanduíche, tal como agora constituída, apareceu lá pela primeira vez. Um artigo de viagem publicado pela Mason City Globe Gazette em 1934 dizia que a cozinha de Tampa era "muito mais distinta do que em qualquer outra parte do estado" e enumera as sanduíches cubanos (com o pão cubano) entre os "alimentos de assinatura" da cidade. O investigador Andrew Huse afirma que "os velhos 'mixtos' se fundiram em algo mais distinto - as sanduíches cubanas que conhecemos e adoramos - uma criação original de Tampa".
Nos anos 60, as sanduíches cubanos eram também comuns nos ementas dos cafés e restaurantes de Miami, visto que a cidade tinha recebido um grande número de habitantes cubanos após a ascensão de Fidel Castro ao poder em 1959 na sua terra natal. A Revolução Comunista fez com que uma onda de expatriados cubanos se instalasse também noutros locais, e eles trouxeram consigo a sua cultura e cozinha. As sanduíches cubanas e as suas variações são agora servidos em várias comunidades exiladas cubanas em lugares como Nova Iorque, Nova Jersey, Chicago, e Porto Rico, entre outros.

## Ingredientes

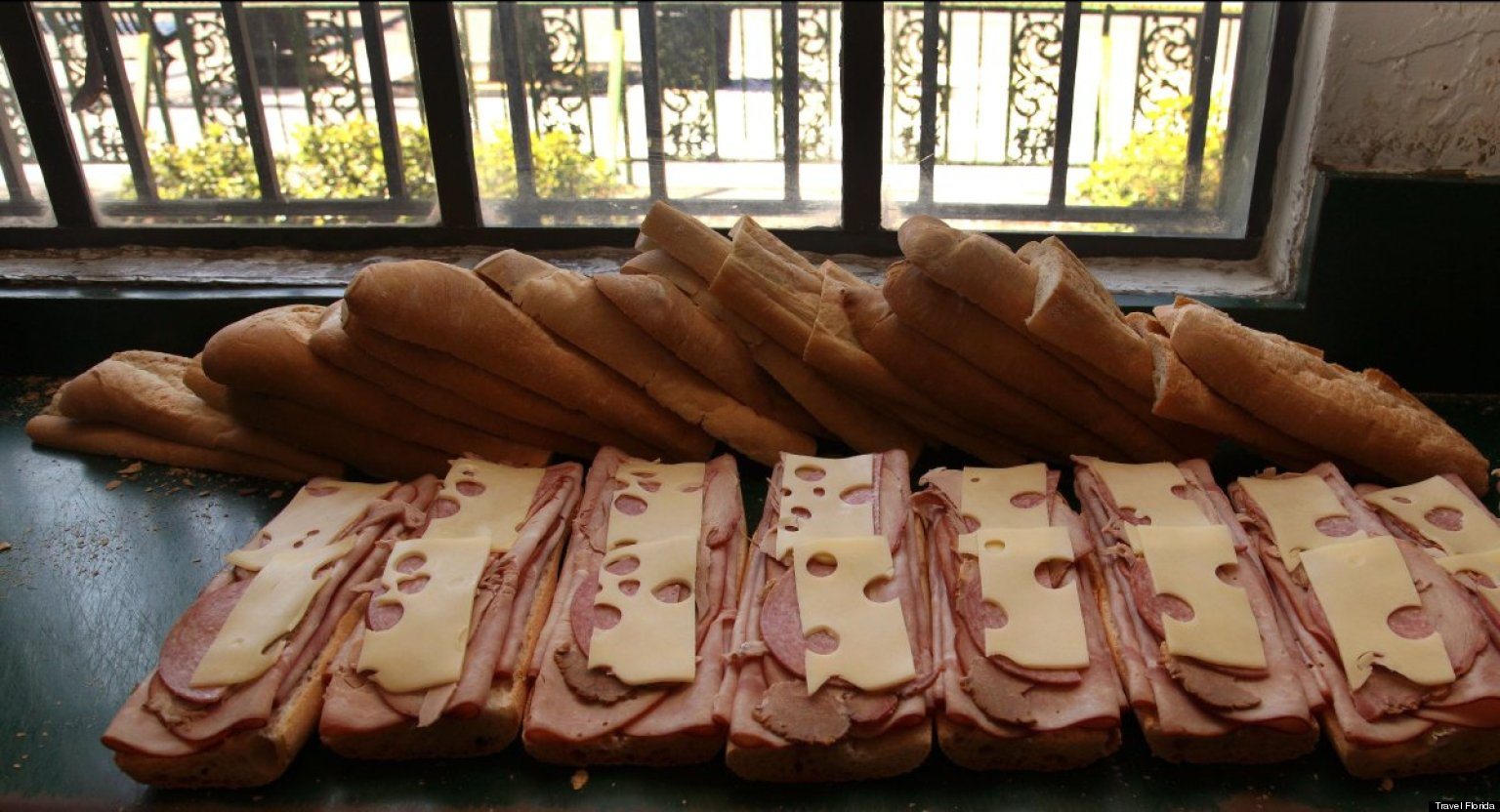
Sanduíches cubanas a ser preparados na La Segunda Central Bakery em Ybor City, Tampa

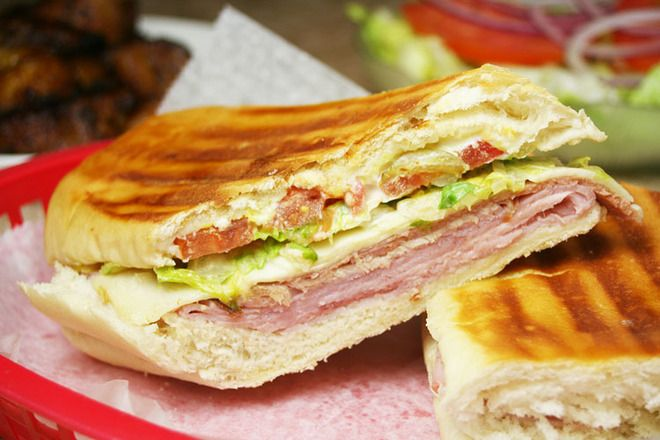
Versão de Key West de uma "mistura cubana" com alface e tomate

Embora haja algum debate sobre o conteúdo de uma "verdadeira" sanduíche cubana, a maioria está geralmente de acordo. A sanduíche cubana tradicional começa com pão cubano. O pão é cortado em comprimentos de 20-30 cm (8-12 polegadas), ligeiramente amanteigado ou escovado com azeite na côdea, e cortado ao meio na horizontal. Uma camada de mostarda amarela é espalhada sobre o pão e as carnes são adicionadas em camadas: carne de porco assada (por vezes marinada no molho), presunto, e talvez salame. Queijo suíço e picles em fatias finas completam os ingredientes tradicionais.
Uma vez criada, uma sanduíche cubana pode ser torrada na plancha, que é como uma tostadeira panini, mas sem superfícies onduladas. A plancha aquece e comprime a sanduíche, que permanece na prensa até a superfície do pão estar ligeiramente estaladiça e o queijo ter começado a derreter. É normalmente cortado em metades diagonais antes de ser servido.

### Variações regionais
O principal desacordo regional relativamente à sanduíche cubana envolve salame, e a sua inclusão ou ausência é um ponto de discórdia relevante  entre Tampa e Miami. Embora o salame não seja adicionado a uma sanduíche cubana do Sul da Florida, em Tampa, o salame de Génova é tradicionalmente colocado com as outras carnes, provavelmente devido à influência de imigrantes italianos que viveram lado a lado com cubanos e espanhóis na cidade de Ybor no início do século XX. A receita de Tampa tem sido consistente durante décadas; um artigo de viagem de 1934 descreveu uma sanduíche cubana de Tampa como uma "refeição completa" composta por presunto, carne de porco magra, queijo suíço, salame, picles e mostarda servido em pão cubano "muito estaladiço e crocante". Estes ingredientes foram reiterados vinte e sete anos mais tarde na primeira e em todas as edições posteriores de The Gasparilla Cookbook (1961), uma coleção ainda popular da cozinha Tampa.
Outra variação regional envolve maionese, alface, e tomate. Estas adições são rejeitadas pela maioria dos tradicionalistas em Tampa e Miami, mas são normalmente incluídas na variante "mistura cubana" popular em Key West.

## Conexões culturais

### Rivalidade Tampa-Miami
A sanduíche cubana está no centro de uma rivalidade semisséria de longa duração entre Tampa e Miami, com vários líderes comunitários a afirmar que foi na sua cidade que a mesma surgiu. O debate foi abordado por vários noticiários (inter)nacionais, e uma disputa relacionada com o conteúdo do artigo da Wikipédia inglesa sobre a sanduíche foi o tema de uma coluna de 2007 no Tampa Tribune.
Durante o debate de 2012, a Câmara Municipal de Tampa votou para nomear a "Sanduíche Cubana Histórica de Tampa" como a "sanduíche oficial de assinatura" da cidade, o que levou a várias brincadeiras entre figuras públicas em Tampa e Miami.

### Outras conexões
- Em maio de 2012, Victor Padilla e Jolie Gonzalez-Padilla organizaram o primeiro Festival da Sanduíche Cubana, que teve lugar em Tampa e incluiu a construção da "Sanduíche Cubana Mais Longa do Mundo" e um concurso para a melhor sanduíche cubana entre restaurantes locais e estatais. O festival tem sido realizado anualmente desde então, a competição tem crescido para incluir participantes de toda a Florida, EUA, e de outros países que competem em várias categorias. Os organizadores realizaram também festivais menores com concursos preliminares de sanduíches em Miami e Kissimmee, Florida.[31][32]
- No filme Chef de 2014, protagonizado pelo Jon Favreau, o personagem principal conduz através dos Estados Unidos vendendo sanduíches cubanas (referidas como "Cubanos") a partir de um camião de alimentos chamado El Jefe.[33]
- Em 2016, Christopher Spata, um escritor do Tampa Bay Times, enviou comunicados de imprensa a uma variedade de organizações de notícias e bases de dados de férias ‘online’ a 23 de agosto como "Dia Nacional Cubano da Sanduíche", para ver como era fácil criar um "feriado da comida inventada". Várias fontes de notícias e ‘websites’ acrescentaram a data à sua lista de feriados, e o evento foi celebrado e promovido num número crescente de locais ‘online’ e no mundo real nos anos seguintes. A história de Spata sobre a sua experiência apareceu na primeira página do jornal tbt* em Tampa e foi recolhida por noticiários nacionais.[34]

## Pratos relacionados
Uma sanduíche semelhante é a sanduíche medianoche ("meia-noite"); como o nome sugere, a sanduíche teve origem num lanche tardio, provavelmente nos clubes noturnos de Havana. O medianoche contém os mesmos ingredientes que a sanduíche cubana, mas é mais pequeno e, ao contrário de à sanduíche cubana, é servido em pão de ovo de cor amarela (semelhante ao chalá), que é mais macio e doce do que o pão cubano.